# KTM

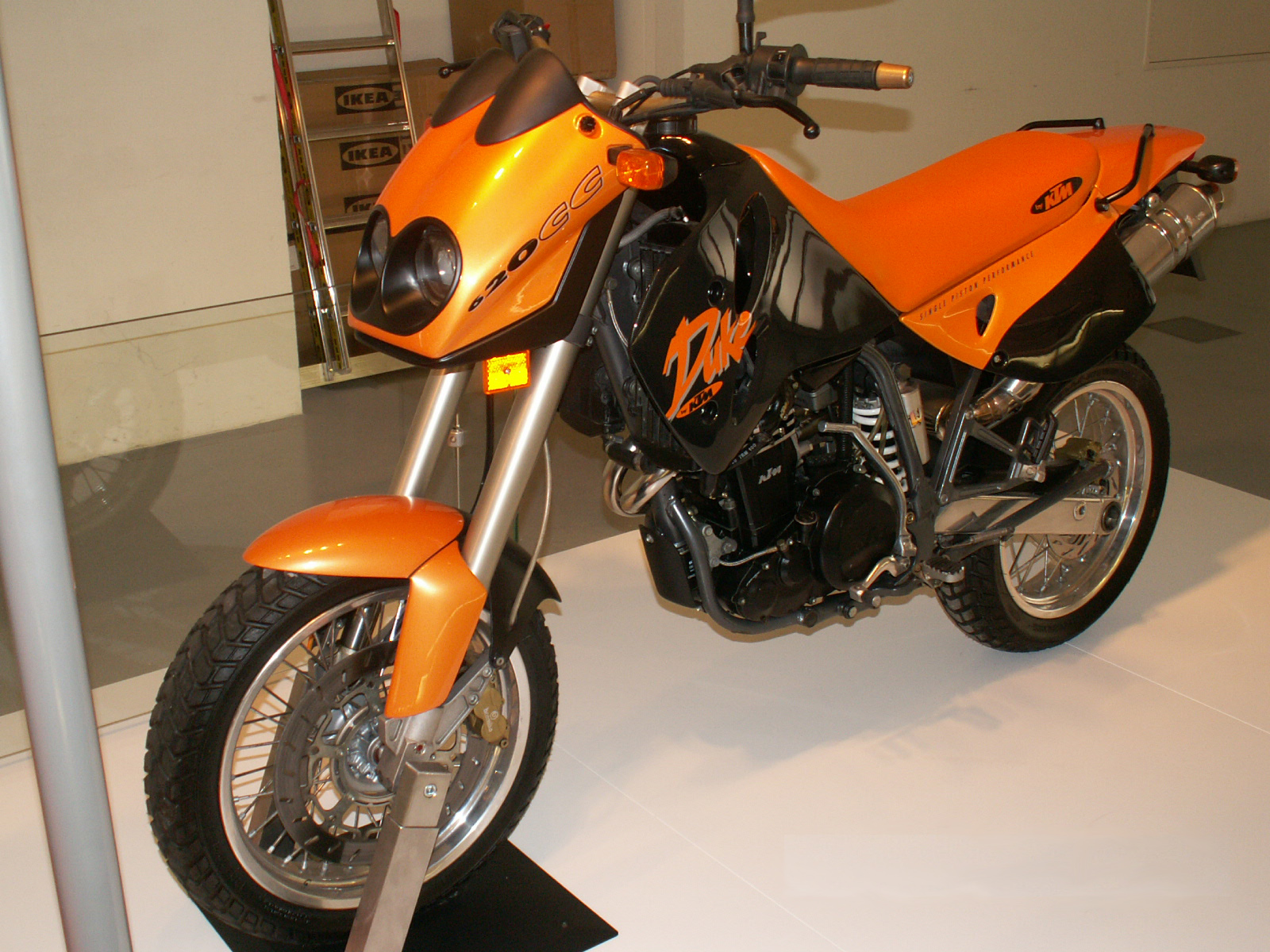
KTM Duke 620

KTM – austriacki producent motocykli, samochodów, rowerów, quadów i gokartów, założony w 1934 roku przez Hansa Trunkenpolza pod nazwą Kraftfahrzeug Trunkenpolz Mattighofen w Mattighofen w Austrii.
Motocykle produkowane przez KTM regularnie zajmują czołowe miejsca w Rajdzie Dakar.

## Modele KTM
- KTM 690 Duke
- KTM 390 Duke 2013
- KTM 390 Adventure
- KTM X-Bow
- KTM X-Bow ROC
- KTM SX 50, 60, 65, 85, 105, 125, 150, 250, 350, 450, 520
- KTM 640 LC4
- KTM 620 LC4
- KTM LC2
- KTM EXC 125, 150, 200, 250, 300, 350, 400, 450, 500, 520, 525, 530
- KTM SX 65, 80, 85, 125, 150, 200, 250, 300
- KTM XC-W 125, 150, 200, 300, 350, 450, 500
- KTM 1290 Super Adventure
- KTM 1290 SuperDuke R / SuperDuke GT
- KTM XC
- KTM MX 250, 500
- KTM RC 125, 200, 390
- KTM 1050 Adventure
- KTM LC8
- KTM 1090 Adventure
- KTM 1190 Adventure
- KTM 1290 Super Adventure S / R